# L'hora de les pistoles
 L'hora de les pistoles  (títol original en anglès: Hour of the Gun) és una pel·lícula dels Estats Units dirigida per John Sturges, estrenada el 1967. Ha estat doblada al català.

## Argument
El 26 d'octubre de 1881 a Tombstone, a Arizona. La banda dels Clanton retroba Wyatt Earp, els seus germans Morgan i Virgil, i «Doc» Holliday que serà llegendari pel tiroteig de l'O.K. Corral. De la banda Clanton, Ike és l'únic que va sortir viu de la batalla. Wyatt Earp és processat, ja que no tenia autoritat per atacar els Clanton, però surt net del procés. Obsessionat, se'n va a la persecució d'Ike Clanton refugiat a Mèxic i, amb l'ajuda d'Holliday.

## Repartiment
- James Garner: Wyatt Earp
- Jason Robards: Doc Holliday
- Robert Ryan: Ike Clanton
- Albert Salmi: Octavius Roy
- Charles Aidman: Horace Sullivan
- Steve Ihnat: Andy Warshaw
- Michael Tolan: Pete Spence
- William Windom: Texas Jack Vermillion
- Lonny Chapman: Turkey Creek Johnson
- Larry Gates: John P. Clum
- William Schallert: Jutge Herman Spicer
- Bill Fletcher: Xèrif del comtat Jimmy Bryan
- Karl Swenson: Dr. Charles Goodfellow
- Austin Willis: Anson Safford
- Monte Markham: Sherman McMasters, xèrif de Tucson
- Richard Bull: Thomas Fitch
- Sam Melville: Morgan Earp
- Frank Converse: Marshal Virgil Earp
- Jon Voight: Curly Bill Brocius
- Robert Phillips: Frank Stilwell
- Edward Anhalt: Metge de Denver (No surt als crèdits)
- Walter Gregg: Billy Clanton (No surt als crèdits)
- David Perna: Frank McLowery (No surt als crèdits)
- Jorge Russek: Diputat Latigo (No surt als crèdits)
- Jim Sheppard: Tom McLowery (No surt als crèdits)

## Al voltant de la pel·lícula
- John Sturges, que havia dirigit deu anys abans Tiroteig de l'O.K. Corral, reprèn la història allà on l'havia deixat, sense que es pugui, però, parlar de continuació directa de la pel·lícula. Els actors no són els mateixos: (James Gardner en el paper de Burt Lancaster i Jason Robards en el de Kirk Douglas).